# Ronde van Thüringen
De Ronde van Thüringen (Duits: (Internationale) Thüringen-Rundfahrt) is de naam van twee etappekoersen, een voor mannen en een voor vrouwen, in de Duitse deelstaat Thüringen. De ronde voor de mannen werd van 1976-2013 verreden. De vrouwenkoers, die in 1986 van start ging, werd in 2024 voor het laatst verreden.

## Mannen
De Ronde van Thüringen voor mannen was een zesdaagse etappekoers voor beloften (U23) en maakte sinds de invoering van de UCI Europe Tour in 2005 deel uit van deze competitie als wedstrijd met een 2.2U-status. De ronde gold als een belangrijke wedstrijd voor beloften, en kent als winnaars onder anderen John Degenkolb, Rohan Dennis, Tony Martin alsmede de Nederlandse winnaars Dylan van Baarle, Thomas Dekker, Wilco Kelderman, Joost Posthuma, Kai Reus en Pieter Weening.

## Vrouwen

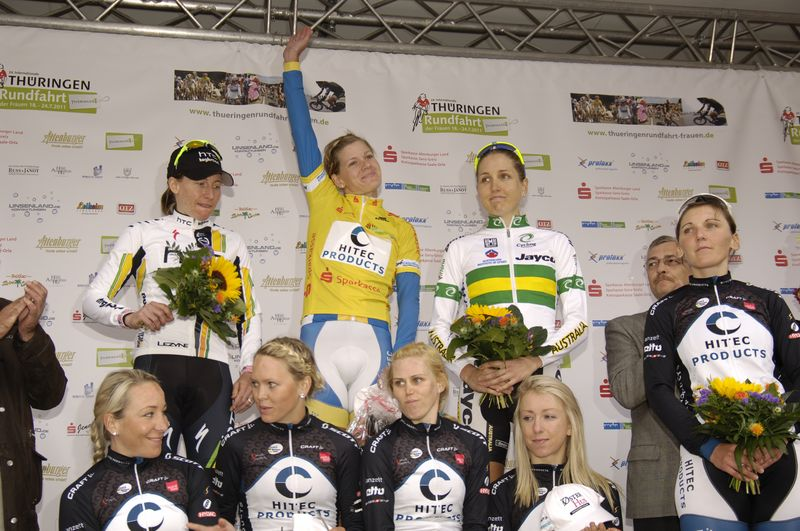
Podium in 2011: Emma Johansson

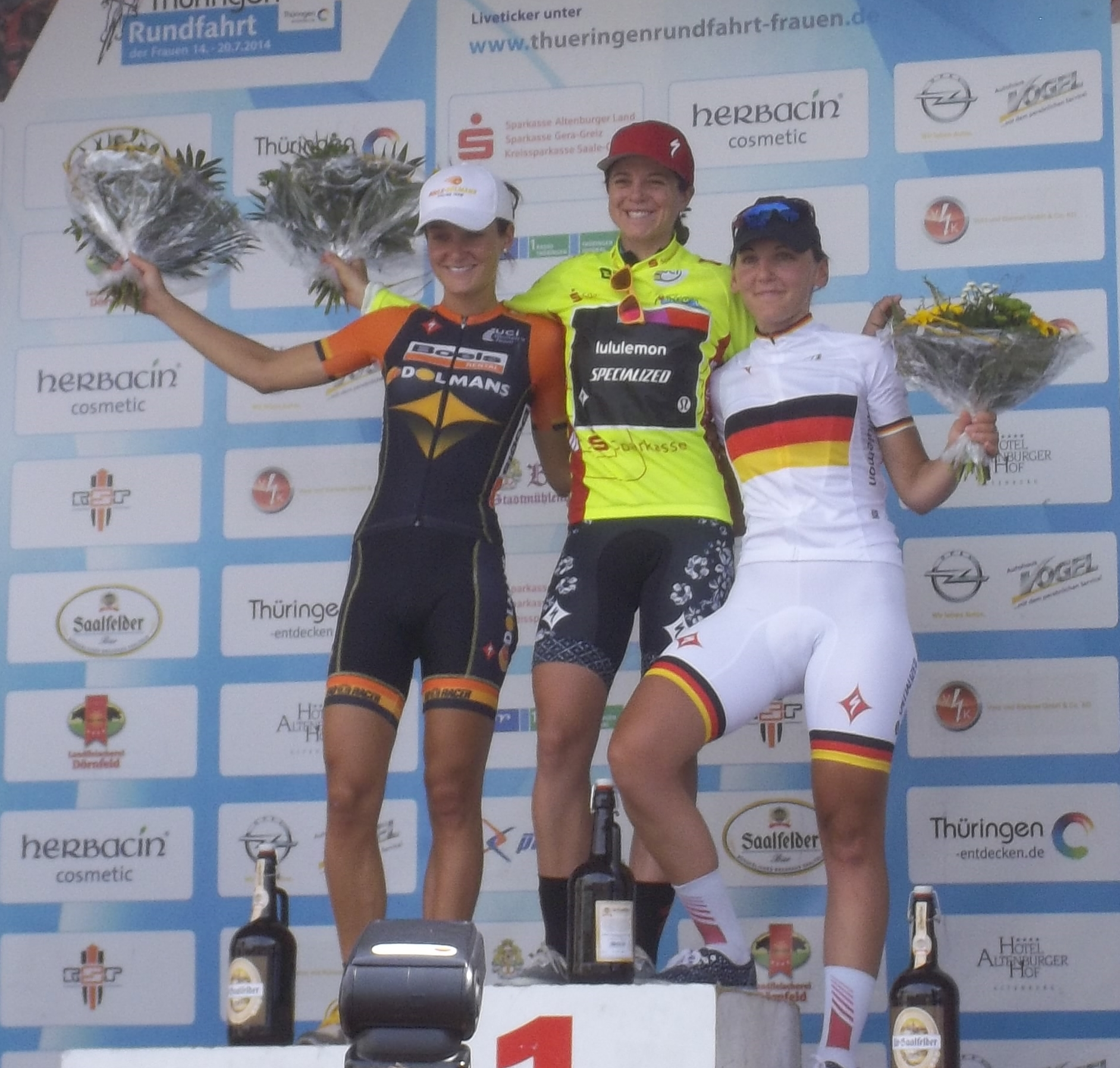
Podium in 2014: Evelyn Stevens

Vanaf 1986 tot 2024 werd de Ronde van Thüringen voor vrouwen (Duits: Internationale Thüringen-Rundfahrt der Frauen) georganiseerd. De eerste vier jaar onder de naam Ronde van Oost-Duitsland en vanaf 2017 als de Internationale Lotto Thüringen Ladies Tour. Vanaf 2020 stond de wedstrijd op de kalender van de UCI Women's ProSeries.
Recordhoudsters zijn de Duitse Judith Arndt en de Zweedse Emma Johansson met elk drie eindoverwinningen. Drie keer ging de zege naar een Nederlandse: in 1989 won Vanessa van Dijk, in 2001 Mirjam Melchers (in 2002 en 2004 werd ze ook nog derde) en in 2021 Lucinda Brand (die in 2018 derde werd). In 2023 won de Belgische Lotte Kopecky, die twee jaar eerder al op het eindpodium stond. In 2024 werd de laatste editie gewonnen door de Amerikaanse Ruth Edwards.

### Podia
| Jaar | Eerste                             | Tweede                             | Derde                              |
| ---- | ---------------------------------- | ---------------------------------- | ---------------------------------- |
| 1986 | Hanna Chmelarova                   | Ildiko Paczova                     | Jana Schur                         |
| 1987 | Petra Rossner                      | Tea Vikstedt-Nyman                 | Hanna Chmelarova                   |
| 1988 | Tea Vikstedt-Nyman                 | Petra Rossner                      | Monique de Bruin                   |
| 1989 | Vanessa van Dijk                   | Eva Orvošová-Lowe                  | Angela Kindling                    |
| 1990 | Niet verreden                      | Niet verreden                      | Niet verreden                      |
| 1991 | Niet verreden                      | Niet verreden                      | Niet verreden                      |
| 1992 | Elena Barillova                    | Lenka Ilavská                      | Marion Borst                       |
| 1993 | Lenka Ilavská                      | Elena Barillova                    | Claudia Lehmann                    |
| 1994 | Alison Dunlap                      | Jeannie Golay                      | Susanne Ljungskog                  |
| 1995 | Laura Charameda                    | Elena Ogui                         | Sandra Schumacher                  |
| 1996 | Ina-Yoko Teutenberg                | Vera Hohlfeld                      | Laura Charameda                    |
| 1997 | Alessandra Cappellotto             | Barbara Heeb                       | Monica Valen                       |
| 1998 | Edita Pučinskaitė                  | Susanne Ljungskog                  | Hanka Kupfernagel                  |
| 1999 | Hanka Kupfernagel                  | Diana Žiliūtė                      | Rasa Polikevičiūtė                 |
| 2000 | Valentina Karpenko                 | Juanita Feldhahn                   | Solrunn Flatås                     |
| 2001 | Mirjam Melchers                    | Judith Arndt                       | Trixi Worrack                      |
| 2002 | Zoelfia Zabirova                   | Jenny Algelid                      | Mirjam Melchers                    |
| 2003 | Valentina Polkhanova               | Susanne Ljungskog                  | Sara Carrigan                      |
| 2004 | Zoelfia Zabirova                   | Judith Arndt                       | Mirjam Melchers                    |
| 2005 | Theresa Senff                      | Susanne Ljungskog                  | Judith Arndt                       |
| 2006 | Nicole Cooke                       | Amber Neben                        | Trixi Worrack                      |
| 2007 | Judith Arndt                       | Amber Neben                        | Noemi Cantele                      |
| 2008 | Judith Arndt                       | Trixi Worrack                      | Grete Treier                       |
| 2009 | Linda Villumsen                    | Marianne Vos                       | Susanne Ljungskog                  |
| 2010 | Olga Zabelinskaya                  | Edita Pučinskaitė                  | Noemi Cantele                      |
| 2011 | Emma Johansson                     | Amber Neben                        | Shara Gillow                       |
| 2012 | Judith Arndt                       | Trixi Worrack                      | Emma Johansson                     |
| 2013 | Emma Johansson                     | Shara Gillow                       | Lisa Brennauer                     |
| 2014 | Evelyn Stevens                     | Elizabeth Armitstead               | Lisa Brennauer                     |
| 2015 | Emma Johansson                     | Karol-Ann Canuel                   | Lauren Stephens                    |
| 2016 | Elena Cecchini                     | Amanda Spratt                      | Ellen van Dijk                     |
| 2017 | Lisa Brennauer                     | Ellen van Dijk                     | Hayley Simmonds                    |
| 2018 | Lisa Brennauer                     | Ellen van Dijk                     | Lucinda Brand                      |
| 2019 | Kathrin Hammes                     | Pernille Mathiesen                 | Lourdes Oyarbide                   |
| 2020 | Geannuleerd vanwege coronapandemie | Geannuleerd vanwege coronapandemie | Geannuleerd vanwege coronapandemie |
| 2021 | Lucinda Brand                      | Lotte Kopecky                      | Emma Norsgaard                     |
| 2022 | Alexandra Manly                    | Marta Lach                         | Femke Gerritse                     |
| 2023 | Lotte Kopecky                      | Lorena Wiebes                      | Mischa Bredewold                   |
| 2024 | Ruth Edwards                       | Mischa Bredewold                   | Brodie Chapman                     |
| 2025 | Geannuleerd                        | Geannuleerd                        | Geannuleerd                        |

### Meervoudige winnaars
| Overwinningen | Renster            | Jaren            |
| ------------- | ------------------ | ---------------- |
| 3             | Judith Arndt       | 2007, 2008, 2012 |
| 3             | Emma Johansson     | 2011, 2013, 2015 |
| 2             | Zoelfia Zabirova * | 2002, 2004       |
| 2             | Lisa Brennauer     | 2017, 2018       |

* Zoelfia Zabirova verkreeg hierna, in 2005, de Kazachse nationaliteit.

### Overwinningen per land
| Overwinningen | Land                                                                                         |
| ------------- | -------------------------------------------------------------------------------------------- |
| 10            | Duitsland *                                                                                  |
| 4             | Rusland, Verenigde Staten                                                                    |
| 3             | Nederland, Zweden                                                                            |
| 2             | Italië, Slowakije                                                                            |
| 1             | Australië, België, Finland, Litouwen, Nieuw-Zeeland, Oekraïne, Tsjechië, Verenigd Koninkrijk |

* De overwinningen namens Oost-Duitsland en herenigd Duitsland zijn samengeteld.
Schwalbe Women's One Day Classic · 
Ronde van Valencia · 
Wielerweek van Valencia · 
GP Oetingen · 
Nokere Koerse · 
Dwars door Vlaanderen · 
Brabantse Pijl · 
Clásica Féminas de Navarra · 
Veenendaal-Veenendaal Classic · 
Ronde van Thüringen · 
GP Fourmies · 
Grote Prijs van Stuttgart · 
Ronde van Emilia · 
GP Ciudad de Eibar · 
Ronde van de Drie Valleien